# TV Maya
TV MAYA ist ein guatemaltekischer Fernsehsender, der unter Aufsicht der guatemaltekischen Akademie für Mayasprachen betrieben wird. Er nahm am 23. April 2008 seinen Sendebetrieb auf. Mit diesem Sender hat die indigene Bevölkerung Guatemalas erstmals Zugang zur Programmgestaltung eines Fernsehsenders.
Der Slogan von TV Maya ist: «Un canal multicultural» (deutsch: „Ein multikultureller Sender“), übersetzt in die Itzá-Sprache: “Uchunt t’oxb´o´oy yaab´wach´il ti paxil”.
Das Programm des Senders ist ausgerichtet auf die Verbreitung der tausendjährigen Mayakultur und die Beförderung ihrer Werte und ihrer Sprachen. Gesendet wird es in Mayasprachen mit spanischen Untertiteln.
Zunächst werden drei halbstündige Sendungen täglich gesendet, von denen sich eine an Kinder richtet, eine den Maya-Kalender erklärt und eine andere über Kultur und Sprachen der Ureinwohner informiert. Wegen der begrenzten finanziellen Mittel des Senders konnte das Programm zuerst nur in vier Departamentos empfangen werden. Ab 2009 dann landesweit mit einem dreistündigen Programm täglich. Heute (2015) sendet TV Maja landesweit 24 Stunden täglich, wobei sich die achtstündige Programmfolge ab 12.00 Uhr, 20.00 Uhr und 4.00 Uhr jeweils wiederholt.
TV Maya sendet auf exakt derselben Frequenz, die von der Militärdiktatur benutzt wurde. Von den 200.000 unter der Militärdiktatur getöteten oder verschwundenen Menschen waren 83,33 % Indigene. Darüber hinaus ist es über Livestream zu empfangen.
Generaldirektor des Senders ist Rafael Morales Irias.
Der Sender erhält keine direkte finanzielle Unterstützung vom Staat und die ihn beaufsichtigende Akademie für Mayasprachen erhält lediglich 0,03 % des Staatshaushalts für ihre Dienste an den 22 indigenen Gemeinschaften und für den Fernsehsender.